# Sắc tố sinh học

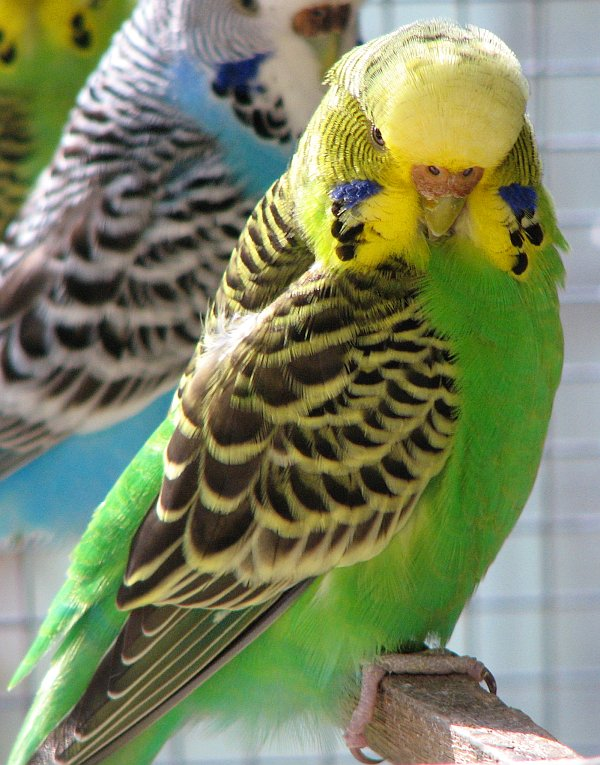
Loài Vẹt yến phụng có được màu vàng là từ sắc tố Psittacofulvin, còn màu xanh lục là từ sự kết hợp của cùng loại sắc tố vàng như trên với màu cấu trúc xanh lam. Con vẹt xanh lam và trắng ở phía sau thì thiếu sắc tố màu vàng. Những điểm đen trên cả hai con vẹt là do sắc tố màu đen eumelanin.

Sắc tố sinh học (tên tiếng Anh: biochrome) là những chất được tạo ra bởi các sinh vật sống mà có màu sắc do sự hấp thu màu sắc chọn lọc. Sắc tố sinh học bao gồm sắc tố thực vật và sắc tố từ hoa. Nhiều cấu trúc sinh học, chẳng hạn như da, mắt, lông vũ, lông và tóc đều chứa sắc tố chẳng hạn như melanin trong các tế bào chuyên biệt gọi là tế bào sắc tố. Màu của sắc tố khác với màu cấu trúc ở chỗ là nó đều tương tự nhau ở mọi góc nhìn, trong khi màu cấu trúc là kết quả của sự phản xạ hay óng ánh có chọn lọc, thường bởi vì các cấu trúc đa tầng. Ví dụ như cánh của loài bướm điển hình thường có chứa màu cấu trúc, dù rằng nhiều loài bướm cũng có các tế bào mà có sắc tố.

## Sắc tố sinh học
Xem phần hệ thống tiếp hợp cho đặc tính liên kết điện tử mà làm cho những phân tử này có sắc tố
- Gốc heme/porphyrin: chlorophyll, hemocyanin, hemoglobin, myoglobin
- Phát quang: luciferin
- Carotenoid: 
  - Hematochrome (sắc tố tảo, hỗn hợp của carotenoid và các dẫn xuất của chúng)
  - Carotene: alpha và beta carotene, lycopene, rhodopsin
  - anthophylls: canthaxanthin, zeaxanthin, lutein
- Proteinaceous: phytochrome, phycobiliprotein
- Polyene enolate: một nhóm các sắc tố đỏ riêng của loài vẹt
- Những chất khác: Melanin, urochrome, flavonoid

## Sắc tố thực vật

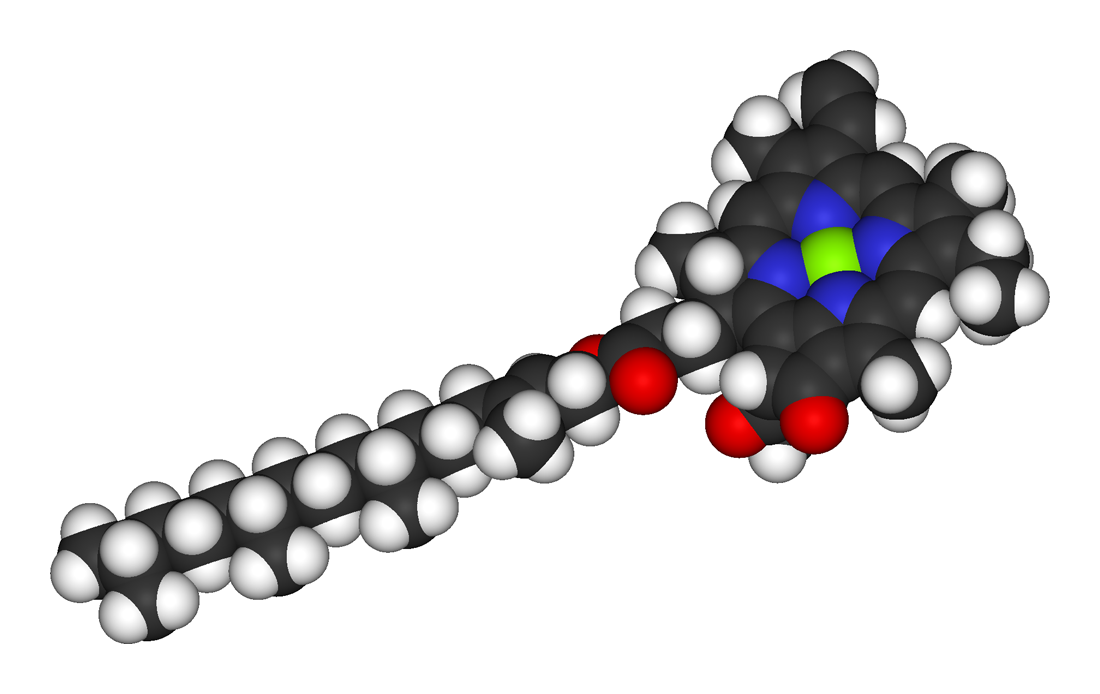
Mô hình làm đầy khoảng trống của phân tử diệp lục.

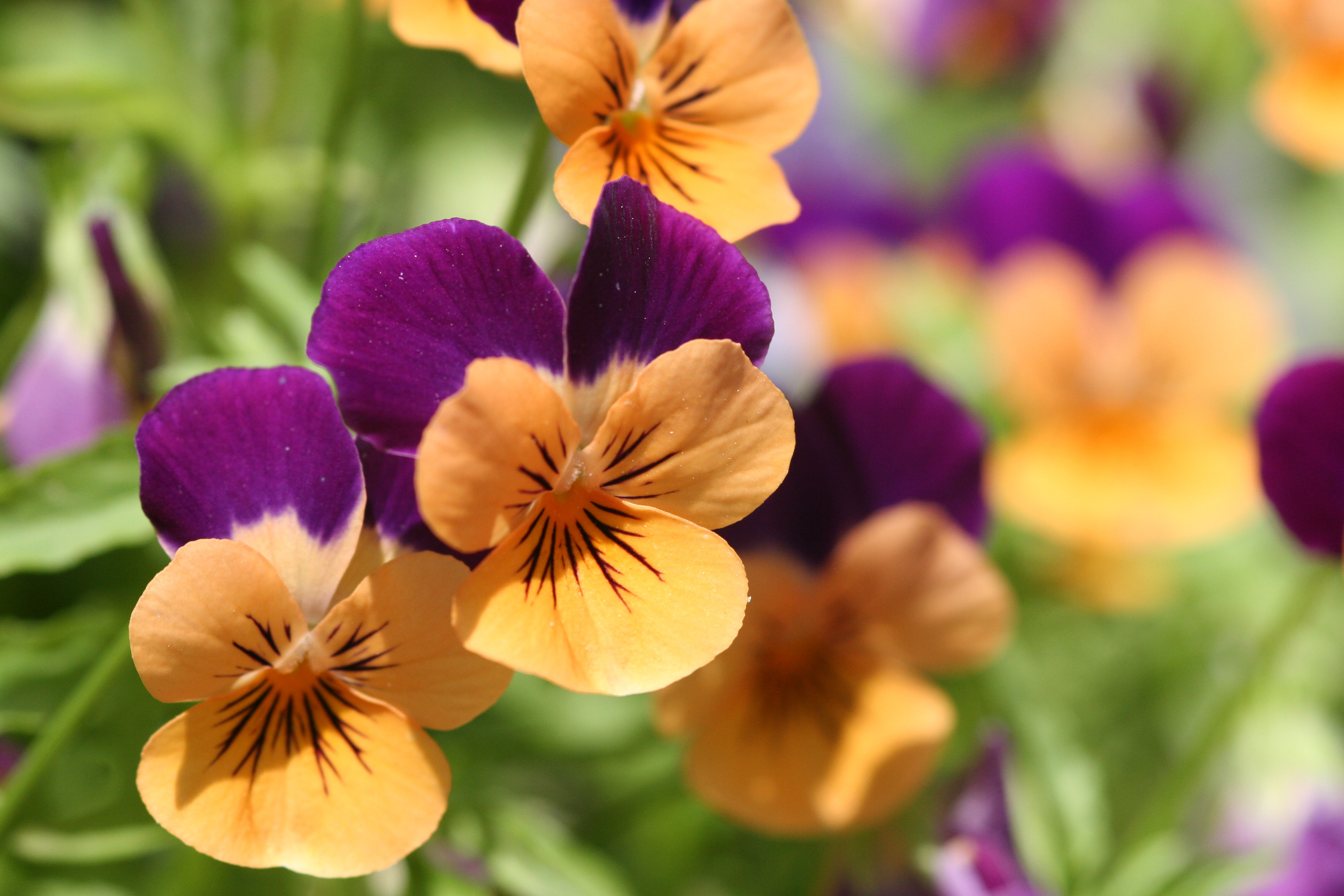
Anthocyanin tạo cho những hoa pansy này sắc tố màu tím.

Chức năng chính của sắc tố thực vật là quang hợp, sử dụng sắc tố màu xanh chlorophyll cùng với vài sắc tố đỏ và vàng để giúp bắt giữ càng nhiều năng lượng ánh sáng càng tốt.
Những chức năng khác của sắc tố thực vật bao gồm thu hút côn trùng đến các bông hoa để khuyến khích sự thụ phấn.
Sắc tố thực vật gồm nhiều loại phân tử đa dạng khác nhau, bao gồm porphyrins, carotenoid, anthocyanin và betalain. Tất cả các sắc tố sinh học đều hấp thu một cách chọn lọc các bước sóng ánh sáng nhất định trong khi phản xạ các bước sóng khác. Phần ánh sáng mà bị hấp thu có thể được sử dụng bởi thực vật để cung cấp năng lượng cho các phản ứng hóa học, trong khi các bước sóng ánh sáng bị phản xạ sẽ quyết định màu nào của sắc tố mà xuất hiện trước mắt.
Những sắc tố chính chịu trách nhiệm như sau:
- Chlorophyll là sắc tố quan trọng nhất trong thực vật; nó là một loại chlorin mà hấp thu các bước sóng ánh sáng vàng và xanh lam và phản xạ bước sóng ánh sáng màu xanh lục. Sự hiện diện tương đối phong phú của nó làm cho thực vậy có màu xanh lục. Mọi loài thực vật trên mặt đất và tảo lục đều sở hữu hai loại sắc tố này: chlorophyll a và chlorophyll b. Tảo bẹ, tảo cát và các heterokont (một loại Sinh vật nhân chuẩn) quang hợp có chứa chlorophyll c thay vì b, trong khi tảo đỏ chỉ có chlorophyll a. Tất cả chlorophyll đều là những cách mà thực vật dùng để chặn ánh sáng lại nhằm cung cấp nhiên liệu cho quang hợp.
- Carotenoid là các tetra-terpenoit màu đỏ, cam hay vàng. Chúng có chức năng là các sắc tố phụ trong thực vật, giúp cung cấp nhiên liệu cho sự quang hợp bằng các tập trung các bước sóng ánh sáng mà không sẵn sáng được hấp thu bởi chlorophyll. Nhưng chúng cũng thực hiện các chức năng quan trọng khác trong thực vật như ngăn cản các tổn thương bởi sự oxy hóa bằng ánh sáng hoặc làm tiền chất cho các kích thích tố thực vật như axit abscisic. Carotenoid đã cho thấy là có khả năng hoạt động như các chất chống oxy hóa để cái thiện tầm nhìn ở con người. Các loài thực vật nói chung đều có sáu carotenoid thường gặp: neoxanthin, violaxanthin, antheraxanthin, zeaxanthin, lutein và b-carotene, cùng với hai chlorophyll (Chl) chính, Chl a và Chl b.[2] Thật sự, những carotenoid quen thuộc nhất trong thực vật là β-carotene (sắc tố màu cam), lutein (sắc tố màu vàng được tìm thấy trong trái cây và rau quả và là carotenoid dồi dào nhất ở thực vật), và lycopene (sắc tố màu đỏ chịu trách nhiệm cho màu của cà chua). Tuy nhiên, hợp chất này có thể được bổ sung ở vài loài dưới một vài điều kiện bởi sự hiện diện của các carotenoid không thường gặp khác như lutein epoxide (trong nhiều loài thân gỗ)[3][4] lactucaxanthin (trong rau diếp) hay alpha carotene (trong cà rốt). Nói chung, hợp chất sắc tố quang hợp bị ảnh hưởng bởi các nhân tố bên trong và bên ngoài thực vật.[5]
- Anthocyanin (theo nghĩa đen là "xanh lam của hoa") là các sắc tố flavonoid tan được trong nước mà có màu từ đỏ đến xanh lam, tùy vào độ pH. Chúng xuất hiện trong tất cá các mô của thực vật bậc cao, tạo ra màu ở lá, thân, rễ, hoa, và quả, dù rằng không phải luôn ở lượng đầy đủ để có thể dễ nhận thấy được. Anthocyanin thường dễ thấy nhất ở cánh hoa, nơi mà chúng có thể chiếm khoảng 30% trọng lượng khô của mô. Chúng cũng chịu trách nhiệm cho màu tím nhìn thấy được ở mặt dưới của các loài thực vật nhiệt đới trong bóng mát chẳng hạn như Tradescantia zebrina; ở những thực vật này, anthocyanin bắt lấy ánh sáng mà đã đi xuyên qua lá và phản xạ ngược lại về phía vùng có chlorophyll, để tối đa hóa việc sử dụng ánh sáng có sẵn.

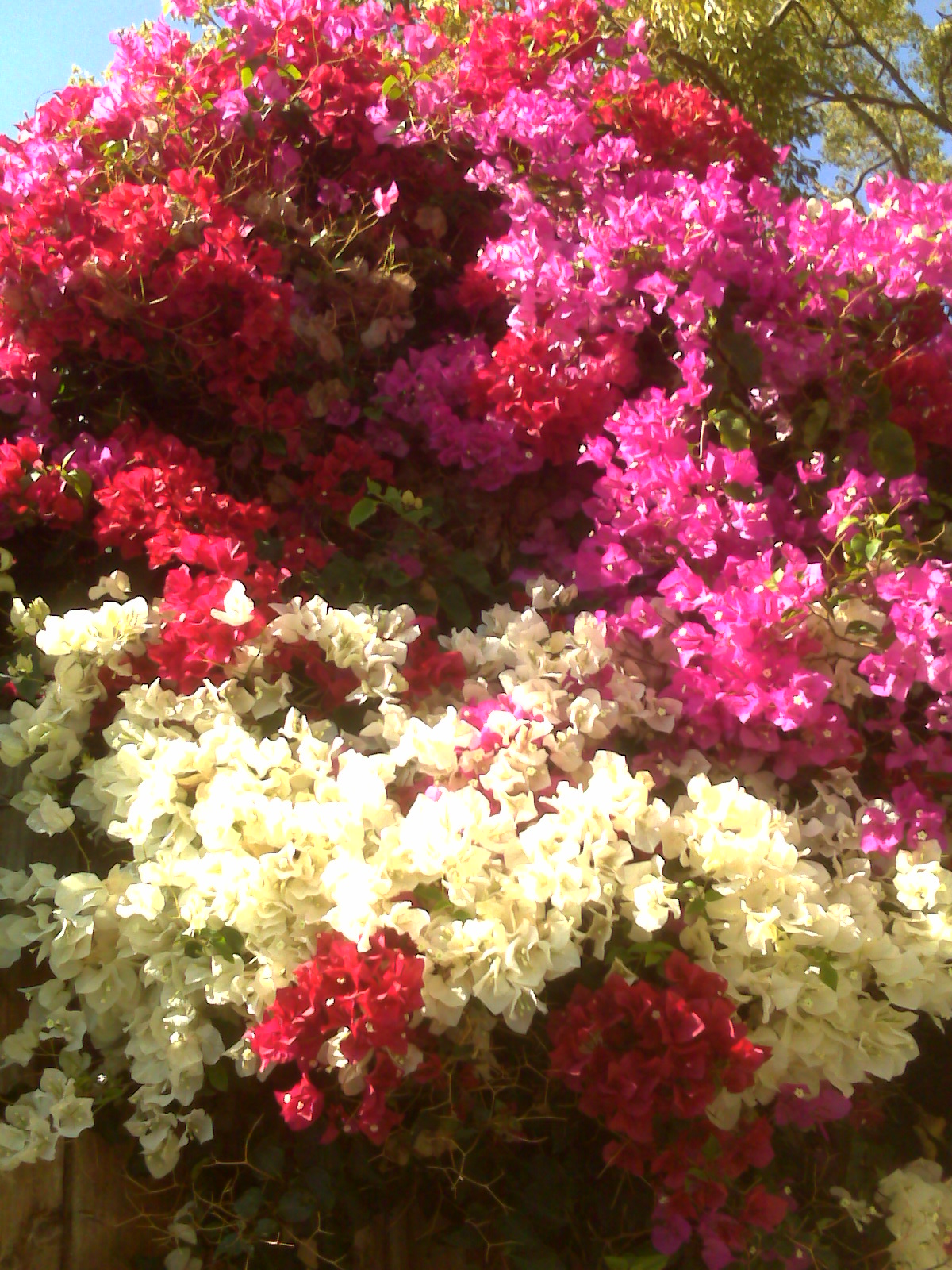
Lá bắc của chi hoa giấy có màu là do betalain.

- Betalain là các sắc tố màu đỏ hay vàng. Giống như anthocyanin, chúng cũng tan được trong nước, nhưng khác ở chỗ là chúng được tổng hợp từ tyrosine. Loại sắc tố này chỉ được tìm thấy ở Caryophyllales (bao gồm Họ Xương rồng và Chi Dền), và không bao giờ cùng xuất hiện trong các thực vật có chứa anthocyanin. Belatain chịu trách nhiệm cho màu đỏ thẫm của củ dền, và được sử dụng trong thương mại làm chất tạo màu thực phẩm.

Một biểu hiện đặc biệt đáng chú ý của sự biến đổi màu sắc ở thực vật được quan sát thấy ở màu lá mùa thu, một hiện tượng mà ảnh hưởng đến các lá màu xanh bình thường của nhiều cây thân gỗ và cây bụi rụng lá, trong suốt vài tuần mùa thu, với sự chuyển màu đa dạng từ đỏ, vàng, tím và nâu. Chlorophyll bị thoái hóa trở thành tetrapyrrole không màu, còn được biết là chlorophyll dị hóa không phát quang (nonfluorescent chlorophyll catabolites – NCCs). Vì các chlorophyll nổi trội bị thoái hóa, các sắc tố ẩn màu vàng như xanthophyll và màu cam như beta-carotene lộ rõ ra. Những sắc tố này hiện diện xuyên suốt cả năm, nhưng các sắc tố đỏ, anthocyanin, được tổng hợp một lần nữa một khi mà phân nửa lượng chlorophyll đã bị thoái hóa hẳn. Các amino acid được giải phóng từ sự thoái hóa các phức thu nhận ánh sáng thì được trữ suốt mùa đông tại rễ, cành, thân và thân gỗ của cây cho đến mùa xuân tiếp theo, khi mà các amino acid này được tái sử dụng lại để tạo lá mới cho cây.

## Sắc tố động vật
Sự biến đổi màu được sử dụng bởi nhiều loài động vật nhằm mục đích bảo vệ, với các phương thức như ngụy trang, bắt chước, hoặc cảnh báo. Vài loài động vật bao gồm các loài cá, lưỡng cư và thân mềm sử dụng tế bào sắc tố để tạo sự ngụy trang mà biến đổi đa dạng để giống với cảnh nền xung quanh. Sự biến đổi màu được sử dụng để ra hiệu giữ các loài động vật, chẳng hạn như hành vi tán tỉnh và sinh sản. Ví dụ như vài loài thân mềm sử dụng tế bào sắc tố để giao tiếp.
Loại sắc tố không ổn định (photopigment) rhodopsin chắn ánh sáng lại, là bước đầu tiên trong việc cảm nhận ánh sáng. Các sắc tố trên da, chẳng hạn như melanin có thể bảo vệ các mô không bị rám nắng bởi bức xạ cực tím. Tuy nhiên, một số cấu trúc sinh học ở động vật, chẳng hạn như nhóm hemoglobin mà giúp vận chuyển oxi trong máu, có màu sắc là do cấu trúc của chúng. Màu sắc đó không có chức năng bảo vệ hay ra hiệu.

### Thể tạng
Nhiều căn bệnh và tình trạng bất thường có liên quan đến sự thay đổi màu ở con người và động vật, do sự thiếu hoặc mất hẳn tế bào sắc tố, hay sự tạo ra quá nhiều sắc tố, nó chỉ ra bệnh tật và tình trạng sức khoẻ ở mỗi cá thể.
- Bệnh bạch tạng là một dạng rối loạn di truyền đặc trưng bởi sự mất đi một phần hay hoàn toàn melanin. Người và động vật mắc phải chứng bạch tạng được gọi là "albinistic" (thuật ngữ "albino" đôi khi cũng được sử dụng, nhưng có thể được xem là xúc phạm khi dùng cho người).
- Lamellar ichthyosis, cũng được gọi là "bệnh vảy cá" hay bệnh vảy nến, là một tình trạng di truyền mà triệu chứng là sự tạo ra melanin quá mức. Da sẽ đen hơn bình thường, và đặc trưng bởi các mảng khô, có vảy màu đen.
- Bệnh nám da (Melasma) là tình trạng mà các mảng sắc tố nâu sẫm xuất hiện trên mặt, bị ảnh hưởng bởi sự thay đổi kích thích tố. Khi nó xảy ra trong thời kỳ mang thai, tình trạng này được gọi là "the mask of pregnancy".
- Bệnh đổi màu mắt (Ocular pigmentation) là sự tích lũy sắc tố ở mắt, và có thể là do thuốc điều trị mắt latanoprost.[8]
- Bệnh bạch tạng đốm (vitiligo) là tình trạng mà có sự mất đi các tế bào tạo ra sắc tố gọi là melanocyte ở các mảng da.

### Ở động vật biển

#### Yếu tố Caroten
Carotenoid là nhóm sắc tố phổ biến nhất được tìm thấy trong tự nhiên. Có hơn 600 loại carotenoid khác nhau được tìm thấy ở động vật và thực vật. Ở thực vật, carotenoid chịu trách nhiệm bảo vệ khỏi bức xạ, thu nhận ánh sáng, tách khí oxy kích thích (singlet oxygen) trong quá trình quang hợp. Sắc tố này thường được tìm thấy ở lục lạp của thực vật và các sinh vật quang hợp khác chẳng hạn như tảo và vài loại vi khuẩn. Trái lại, động vật không thể tự tạo carotenoid cho chính mình. Do đó, chúng phụ thuộc vào thực vật để có các sắc tố này.
Carotenoid tạo thành các phức với protein mà được biết là carotenoprotein. Những phức này rất phổ biến ở các loài động vật biển. Phức carotenoprotein chịu trách nhiệm cho các màu sắc đa dạng (đỏ, tím, xanh lam, xanh lục, v.v.) ở những loài động vật có xương sống dưới biển khi ghép đôi hay ngụy trang. Có hai loại carotenoprotein chính: Loại A và loại B. Loại A có các carotenoid (chromogen) mà liên kết với các protein đơn giản (stoichiometrically). Loại B, có các carotenoid mà liên kết với lipoprotein và thường ít ổn định hơn. Trong khi loại A thường được tìm thấy ở bề mặt (vỏ và da) của các động vật có xương sống dưới biển, loại B thường ở trong trứng, buồng trứng, và máu. Màu sắc và đặc tính hấp thụ của những phức carotenoprotein này tùy thuộc vào liên kết hóa học của chromogen và các nhóm protein nhỏ.
Ví dụ, carotenoprotein màu xanh lam là linckiacyanin có khoảng 100 – 200 phân tử carotenoid cứ mỗi phức. Ngoài ra, chức năng của những phức protein sắc tố này cũng thay đổi cấu trúc hóa học của chúng. Các carotenoprotein mà nằm trong cấu trúc quang hợp thì phổ biến nhưng phức tạp hơn. Các phức protein sắc tố mà nằm ngoài hệ thống quang hợp thì ít phổ biến hơn, nhưng có cấu trúc đơn giản hơn. Ví dụ, chỉ có hai loại protein astaxanthin ở sứa Velella velella, chỉ chứa khoảng 100 carotenoid mỗi phức.
Carotenoprotein phổ biến nhất là astaxanthin, mà sinh ra sắc tố màu xanh lam – tím và xanh lục. Màu của astaxanthin được hình thành bằng cách tạo nên các phức với protein theo một trật tự nhất định. Ví dụ, crustochrin có khoảng 20 phân tử astaxanthin liên kết với protein. Khi các phức tương tác với nhau bằng tương tác exiton-exiton, độ hấp thụ tối đa sẽ giảm đi, thay đổi sắc tố màu khác.
Ở loài tôm hùm, có nhiều phức astaxanthin-protein tồn tại. Đầu tiên là crustacyanin (dài tối đa 632 nm), sắc tố màu xanh lam xám đen được tìm thấy ở phần vỏ mai của tôm hùm. Thứ hai là crustochrin (dài tối đa 409 nm), sắc tố màu vàng được tìm thấy ở lớp ngoài cùng của phần vỏ mai tôm hùm. Cuối cùng, lipoglycoprotein và ovoverdin tạo thành một sắc tố màu xanh lục sáng mà thường hiện diện ở lớp ngoài cùng của phần vỏ mai và trứng tôm hùm.

#### Tetrapyrrole
Tetrapyrrole là nhóm sắc tố phổ biến nhất tiếp theo. Chúng có bốn vòng pyrrole, mỗi vòng đều có C4H4NH. Vai trò chính của các tetrapyrrole là sự liên kết của chúng với quá trình oxy hóa sinh học. Tetrapyrrole có vai trò chính trong chuyển điện tử và hoạt động như là sự thay thế cho nhiều loại enzyme. Ngoài ra, chúng cũng có vai trò trong sự thay đổi màu ở các mô của sinh vật biển.

#### Melanin
Melanin hay còn gọi là hắc tố, hay hắc sắc tố là một nhóm các hợp chất mà có vai trò là sắc tố với nhiều cấu trúc khác nhau, chịu trách nhiệm cho các sắc tố đỏ / vàng thẫm ở động vật biển. Nó được tạo ra khi mà amino acid tyrosine được chuyển hóa, thường hay được tìm thấy ở da, tóc, mắt. Chúng là các polyme có nguồn gốc từ sự oxy hóa hiếu khí của phenol.
Có vài loại melanin khác nhau được xem như là sự kết hợp của các phân tử nhỏ hơn, chẳng hạn như melanin có chứa Nitơ. Có hai nhóm sắc tố: eumelanin không tan có màu đen và nâu, có nguồn gốc từ sự oxy hóa hiếu khí của tyrosine với sự có mặt của tyrosinase. Còn các phaeomelanin tan trong kiềm mà có màu từ vàng đến nâu đỏ thì được sinh ra từ sự sai lệch chuỗi phản ứng hóa sinh do sự xen vào của cysteine với / hay glutathione. Eumelanin thường được tìm thấy ở da và mắt.
Vài loại melanin khác nhau bao gồm melanoprotein (melanin nâu sẫm được trữ ở nồng độ cao trong túi mực của loài mực nang Sepia Officianalis), echinoidea (được tìm thấy ở loài Sand dollar – một loài động vật da gai hình tròn phẳng, và ở tim của nhím biển), holothuroidea (được tìm thấy ở hải sâm), và ophiuroidea (được tìm thấy ở brittle star và snake star). Những loại melanin này có khả năng là polyme mà được sinh ra từ sự kết hợp lặp đi lặp lại của các chất trung gian monome đa chức năng, hay của hợp chất cao phân tử. Hợp chất benzothiazole và hệ thống vòng tetrahydroisoquinoline hoạt động như chất hấp thụ tia UV.

#### Phát quang sinh học
Sự phát quang sinh học là nguồn sáng duy nhất dưới biển sâu, động vật biển tạo ra năng lượng ánh sáng nhìn thấy được gọi là sự phát quang sinh học, một dạng của sự phát quang bằng phản ứng hóa học. Đây là phản ứng mà năng lượng hóa học được chuyển hóa thành năng lượng ánh sáng. Có khoảng 90% động vật dưới biển sâu tạo ra một phần ánh sáng sinh học. Xem như là một lượng lớn quang phổ ánh sáng nhìn thấy được bị hấp thụ trước khi đến được vùng biển sâu, thì hầu hết ánh sáng phát ra từ động vật dưới biển sâu là màu xanh lam và xanh lục.
Tuy nhiên, vài loài có thể phát ra ánh sáng màu đỏ và hồng ngoại, và kể cả một loài được cho là có thể phát ra ánh sáng sinh học màu vàng. Cơ quan chịu trách nhiệm cho sự phát quang sinh học được biết là thể phát quang (photophore). Nó chỉ hiện diện trong mực ống và cá, và được sử dụng để phát sáng phần bề mặt ở bụng, mà sẽ giúp giấu đi bóng của chúng khỏi các loài săn mồi.
Việc sử dụng thể phát quang ở động vật biển thì khác nhau, giống như dùng thấu kính để kiểm soát cường độ màu, cường độ ánh sáng phát ra. Mực ống có cả thể phát quang và tế bào sắc tố nhằm kiểm soát những cường độ này. Một thứ khác chịu trách nhiệm cho sự phát ra ánh sáng sinh học, mà thể hiện rõ ở sự lóe sáng của sứa, bắt đầu với luciferin (là photogen) và kết thúc với thể phát sáng (là photagogikon). Luciferin, luciferase, muối và oxy phản ứng, kết hợp lại và tạo thành một đơn vị duy nhất gọi là photo-protein, mà có thể tạo ra ánh sáng khi phản ứng với phân tử khác chẳng hạn như Ca+.
Sứa sử dụng phương pháp này như một cơ chế tự vệ; khi một động vật săn mồi nhỏ cố gắng nuốt chửng sứa, nó sẽ lóe sáng lên, từ đó sẽ thu hút một động vật săng mồi lớn hơn đến và đuổi dộng vật săn mồi nhỏ đi. Sứa còn sử dụng cách này để tìm bạn tình. Ở các loài san hô trên đá ngầm và hải quỳ thì chúng phát sáng kiểu huỳnh quang; ánh sáng được chúng hấp thụ ở một bước sóng, rồi phát ra lại ở bước sóng khác. Những sắc tố này có thể đóng vai trò là một chất chống nắng tự nhiên, hỗ trợ trong quang hợp, cảnh báo, thu hút đồng loại, hay làm rối loạn động vật săn mồi.

#### Tế bào sắc tố
Xem: Tế bào sắc tố

#### Sắc tố bảo vệ khỏi ánh sáng
Do tác hại từ tia UV-A và UV-B nên động vật biển đã tiến hóa để có các hợp chất hấp thụ các tia UV và có tác dụng chống nắng. Các amino acido dạng Mycosporine (MMA) có thể hấp thụ tia UV ở bước sóng 310 – 360 nm.Melanin là một chất chống tia UV được biết đến nhiều nhất. Các carotenoid và sắc tố không ổn định (photopigment) đều gián tiếp làm sắc tố chống tia UV, vì chúng làm làm mất đi gốc tự do oxy. Chúng cũng bổ sung sắc tố quang hợp mà hấp thụ năng lượng ánh sáng ở phổ xanh lam.

#### Vai trò tự vệ
Người ta biết là động vật sử dụng các mảng màu của chúng để xua đi thú săn mồi, tuy nhiên, ta cũng quan sát được một loại sắc tố từ bọt biển có thể bắt chước được một loại hóa chất mà có liên quan đến sự lột xác ở của một loài giáp xác. Loài này chuyên ăn bọt biển. Vì thế mỗi khi mà loài giáp xác này ăn bọt biển, các sắc tố hóa học ngăn cản sự lột xác, và cuối cùng là loài giáp xác này chết.

#### Ảnh hưởng môi trường
Sự đổi màu ở động vật có xương sống biến đổi tùy theo độ sâu, nhiệt độ nước, nguồn thức ăn, dòng hải lưu, vị trí địa lý, sự tiếp xúc ánh sáng, và sự lắng đọng trầm tích. Ví dụ, lượng carotenoid ở một loài hải quỳ nhất định giảm đi khi lặn sâu xuống đại dương. Do đó, các sinh vật biển cư trú ở vùng nước sâu thì có màu tối hơn là các loài ở vùng được chiếu sáng tốt hơn, do sự giảm sắc tố. Ở các đàn Trididemnum solidum sống cộng sinh kiểu hải tiêu–tảo lam, màu của chúng khác nhau tùy vào chế độ ánh sáng ở nơi mà chúng sống.
Những đàn mà tiếp xúc trực tiếp với ánh sáng mặt trời thường bị vôi hóa mạnh, dày hơn, và có màu trắng. Ngược lại, ở những đàn mà sống trong vùng có bóng râm thì có nhiều sắc tố tảo đỏ (phycoerythin – hấp thụ màu xanh) hơn so với sắc tố tảo lam (phycocyanin – hấp thụ màu đỏ), mỏng hơn, và có màu tím. Màu tím ở những đàn trong bóng râm chủ yếu là do sắc tố màu xanh (phycobilin) của tảo, có nghĩa là sự biến đổi sự tiếp xúc ánh sáng sẽ thay đổi màu ở những đàn sinh vật này.

#### Sự đổi màu thích nghi
Tín hiệu xua đuổi là sự đổi màu cảnh báo đến các loài săn mồi tiềm năng nhằm xua chúng đi. Với loài sên biển, chúng hấp thu các chất độc và khó chịu thải ra từ bọt biển và trữ lại trong tuyến hôi của chúng (nằm ở xung quanh lớp vỏ bì). Các động vật ăn thịt sên biển đã học cách tránh những loài sên biển nhất định này dựa trên các mảng màu sặc sỡ của chúng. Những loài bị ăn thịt cũng tự bảo vệ bằng các chất độc từ các hợp chất hữu cơ và vô cơ đa dạng.

#### Hoạt động sinh lý
Những sắc tố ở động vật biển được sử dụng cho các mục đích khác nhau, hơn là chỉ để tự vệ. Một số sắc tố có thể chống lại tia UV. Ở loài sên biển Nembrotha Kubaryana, sắc tố tetrapyrrole số 13 được cho là một chất kháng khuẩn tiềm năng. Cũng ở loài sinh vật này, chất tamjamines A, B, C, E và F đã cho thấy tính kháng khuẩn, kháng khối u, và hoạt tính suy giảm miễn dịch.
Các sesquiterpenoit được nhận diện bởi màu xanh và tím của chúng, nhưng cũng được ghi nhận là có nhiều hoạt tính sinh học đa dạng chẳng hạn như diệt khuẩn, kiểm soát phản ứng miễn dịch (immunoregulation), kháng khuẩn, và ngăn cản sự phân bào cũng như hoạt tính ngăn cản sự phân bào ở trứng cầu gai và hải tiêu đã thụ tinh. Vài sắc tố khác cho thấy hoạt tính cản sự phân bào.
Thật sự, hai carotenoid mới được cô lập từ bọt biển gọi là Phakellia stelliderma cho thấy tính chống phân bào nhẹ ở tế bào bệnh bạch cầu ở chuột. Những sắc tố khác liên quan đến y học bao gồm scytonemin, topsentin, và debromohymenialdisine có vài hợp chất chủ đạo trong lĩnh vực chống viêm, thấp khớp và viêm khớp xương mãn tính. Có bằng chứng cho thấy rằng topsentin là chất trung gian tiềm năng trong sự tăng miễn dịch, và topsentin lẫn scytonemin là các chất ngăn ngừa chứng viêm thần kinh tiềm năng.

## Ứng dụng
Sắc tố có thể được chiết ra và sử dụng làm thuốc nhuộm ví dụ như rệp son, mực. Sắc tố (Astaxanthin và lycopene) được dùng làm thực phẩm chức năng.